# Арсенид рения
Арсенид рения — бинарное неорганическое соединение
рения и мышьяка
с формулой Re3As7,
кристаллы.

## Получение
- Нагревание стехиометрических количеств чистых веществ:

{\displaystyle {\mathsf {3Re+7As\ {\xrightarrow {T}}\ Re_{3}As_{7}}}}

## Физические свойства
Арсенид рения образует кристаллы
кубической сингонии,
пространственная группа I m3m,
параметры ячейки a = 0,8714 нм, Z = 4,
структура типа трииридийгептагерманий Ge7Ir3 (или гептастаннид трирутения Ru7Sn3)
.